# Palpomyia tibialis
Palpomyia tibialis är en tvåvingeart som först beskrevs av Johann Wilhelm Meigen 1818.  Palpomyia tibialis ingår i släktet Palpomyia och familjen svidknott. Inga underarter finns listade i Catalogue of Life.